# Enghien-les-Bains
Enghien-les-Bains är en kommun i departementet Val-d'Oise i regionen Île-de-France i norra Frankrike. Kommunen ligger i kantonen Enghien-les-Bains som tillhör arrondissementet Sarcelles. År 2022 hade Enghien-les-Bains 11 594 invånare.
Strax utanför orten ligger Hippodrome d'Enghien-Soisy.

## Befolkningsutveckling
Antalet invånare i kommunen Enghien-les-Bains
| Referens: INSEE |